# ده شيخان (والانجرد)
ده شیخان (بالفارسية: ده شیخان) هي قرية تقع في إيران في قسم والانجرد الريفي. يقدر عدد سكانها بـ 264 نسمة بحسب إحصاء 2016.